# Зайдль, Венцель Бенно
Венцель Бенно Зайдль (нем. Wenzel Benno Seidl; 1773—1842) — австрийский (богемский) ботаник.

## Биография
Венцель Бенно Зайдль родился 14 сентября 1773 года в городе Шюттенхофен в Богемии (ныне — Сушице, Чехия). Изучал и преподавал ботанику в Пражском университете. В 1807 году активно путешествовал по Богемии, занимался сбором растений. С 1809 года Зайдль работал в пражской администрации. Он не издавал собственных книг по ботанике, однако публиковал статьи в журналах и нередко работал в соавторстве с другими учёными. Кроме того, Зайдль изучал энтомологию, большей частью интересовался прямокрылыми и перепончатокрылыми насекомыми. Зайдль был членом-корреспондентом Королевского общества Баварии в Регенсбурге и Верхнелужицкой Академии наук в Гёрлице. Венцель Зайдль скончался 7 февраля 1842 года в Праге.
Основной гербарий В. Б. Зайдля хранится в Пражском Национальном музее (PR).

## Некоторые научные работы
- Berchtold, F. von; Seidl, W.B.; Opiz, P.M.; Fieber, F.X. (1836). Oekonomisch-technische Flora Böhmens. Vol. 1(1).

## Роды, названные в честь В. Б. Зайдля
- Seidlia Opiz, 1826 [syn.  Scirpus L., 1753, nom. cons.]
- Seidlia Kostel., 1836, nom. illeg. [syn.  Vateria L., 1771]